# Ecocentrismo
Ecocéntrico (del griego: οἶκος oikos, "casa" y κέντρον kentron, "centro") es un término utilizado en la filosofía política ecológica para denotar un sistema de valores centrado en la naturaleza, a diferencia del centrado en el ser humano (es decir, antropocéntrico). La justificación del ecocentrismo suele consistir en una creencia ontológica y la subsiguiente alegación ética. La creencia ontológica niega que existan divisiones existenciales entre la naturaleza humana y la no humana que sean suficientes para afirmar que los seres humanos son: (a) los únicos portadores de valor intrínseco o (b) poseen un valor intrínseco mayor que la naturaleza no humana. Por lo tanto, la alegación ética subsiguiente se refiere a la igualdad de valor intrínseco en toda la naturaleza humana y no humana, o "igualitarismo biosférico".
El ecocentrismo expone un amor hacia la naturaleza como ser abstracto total; se relaciona con la hipótesis Gaia. Al contrario que el antropocentrismo, que el sensocentrismo y que el biocentrismo, el ecocentrismo se preocupa por preservar ecosistemas y especies, no por conservar la vida de individuos específicos. Uno de los representantes del ecocentrismo es Pentti Linkola.
El ecologismo ecocentrista se diferencia del ecologismo antropocentrista en que el primero da prioridad a la conservación de las especies y de los ecosistemas sobre la conservación de los individuos —incluidos los seres humanos—, siendo que el segundo da prioridad al ser humano sobre la conservación de las especies y de los ecosistemas, defendiendo la conservación de sólo en beneficio de los humanos.

## Trasfondo
El pensamiento ambiental y las diversas ramas del movimiento ambiental se clasifican a menudo en dos campos intelectuales: los que se consideran antropocéntricos, o "centrados en el ser humano" en su orientación y los que se consideran biocéntricos, o "centrados en la vida". Esta división ha sido descrita en otra terminología como ecología "superficial" versus ecología "profunda" y como tecnocentrismo versus "ecocentrismo". El ecocentrismo puede ser visto como una corriente de pensamiento dentro del ambientalismo, el movimiento político y ético que esa es la parte de no proteger y mejorar la calidad del medio ambiente natural a través de cambios en las actividades humanas perjudiciales para el medio ambiente, adoptando formas de organización política, económica y social benignas para el medio ambiente y mediante una revaluación de la relación de la humanidad con la naturaleza. De varias maneras, el ambientalismo afirma que los organismos no humanos y el medio ambiente natural en su conjunto merecen consideración cuando se evalúa la moralidad de las políticas, económicas y sociales.
La ética ecocéntrica fue concebida por Aldo Leopold y reconoce que todas las especies, incluyendo los humanos, son el producto de un largo proceso evolutivo y están interrelacionadas en sus procesos vitales. Los escritos de Aldo Leopold y su idea de la ética de la tierra y la buena gestión ambiental son un elemento clave de esta filosofía. El ecocentrismo se centra en la comunidad biótica en su conjunto y se esfuerza por mantener la composición del ecosistema y los procesos ecológicos. El término también se expresa en el primer principio del movimiento de ecología profunda, tal como lo formularon Arne Næss y George Sessions en 1984, que señala que el antropocentrismo, que considera a los seres humanos como el centro del universo y la cúspide de toda la creación, es un oponente difícil para el ecocentrismo.